# شهرستان نانفنگ
شهرستان نانفنگ (به لاتین: Nanfeng County) یک منطقهٔ مسکونی در چین است که در فوژوا واقع شده ‌است.